# Referensnyheter
Referensnyheter (kinesiska: 参考消息?, pinyin: Cānkǎo Xiāoxī) är en kinesisk dagstidning, startad 7 december 1931 och publicerad av nyhetsbyrån Nya Kina, som uteslutande publicerar internationella nyheter och som sedan 1957 har varit den kinesiska allmänhetens kanske viktigaste källa till information om skeenden i omvärlden.

## Historia
Referensnyheter, som publiceras av den statliga kinesiska nyhetsbyrån Nya Kina (Xinhua) i Beijing i en upplaga på ca 3 miljoner, såg dagens ljus som stencilerade nyhetsblad med namn som Dagliga Telegram och Radiorapporter vilka producerades för det Kinesiska Kommunistpartiets ledning i den Centrala Kinesiska Sovjeten i provinsen Jiangxi 1931–1934. De påföljande femton åren fram till grundandet av Folkrepubliken Kina 1949 var Referensnyheter den främsta nyhetskanalen genom vilken kommunistpartiets ledare snabbt fick kännedom om stora världshändelser. Bland dem som arbetade för tidningen fanns språkkunniga män och kvinnor som regelbundet lyssnade på utländska radiosändningar på engelska, japanska, ryska m.fl. språk för att sedan översätta nyheterna de snappade upp åt partiledningen med Mao Zedong i spetsen. Under Folkrepubliken Kinas första år hade Referensnyheter en upplaga på cirka 2 000.
Den 18 december 1956 beslutade Kinesiska Kommunistpartiets Centralkommitté att fr.o.m. 1 mars 1957 radikalt öka upplagan på Referensnyheter. Mao Zedong kommenterade detta på följande sätt: 
| ”                     | Vi har nu beslutat att öka upplagan på Referensnyheter från 2 000 till 400 000, så att den kan läsas av folk både i och utanför partiet. Detta är ett fall där ett kommunistiskt parti publicerar en tidning för imperialismen, eftersom den till och med innehåller reaktionära uttalanden som smädar oss. Varför bör vi göra detta? Syftet är att lägga fram giftiga ogräs och det som är icke-marxistiskt och antimarxistiskt inför våra kamrater, inför massorna och de demokratiska personligheterna så att de kan bli härdade. Lås inte undan dessa ting, det kan vara farligt. | „ |
| – Mao Zedong, Källa 1 | |   |

I realiteten ökade upplagan till att börja med inte till 400 000, utan endast till cirka 130 000. Tidningen trycktes vid denna tid på tio olika platser i Kina, bl.a. i de regionala metropolerna Shenyang, Shanghai, Hankou, Guangzhou, Urümqi, Chengdu och Kunming. År 1957 började Nya Kina även ge ut Referensnyheter i en begränsad upplaga på uiguriska: 1973 och 1975 följde upplagor på mongoliska resp. kazakiska, och 1979 på koreanska.

## Informationsförmedling
Kontrollförfarandet vid prenumerationer var inledningsvis (1957) mycket rigoröst och tidskrävande, och låg på en mycket hög (motsv. prefektur) administrativ nivå. Detta ledde till förseningar, ibland på upp till ett helt kvartal, innan enskilda prenumerationer s.a.s. ”kom igång”. Klagomålen lät inte vänta på sig och togs sent omsider på allvar: i maj 1958 bad Nya Kina KKP:s Centrala Propagandadepartement, som hade sista ordet i frågor som dessa, om att få delegera rätten att godkänna resp. avvisa prenumerationer till en lägre (motsv. ”county”) politisk instans. Detta skedde också och med åren släpptes kontrollen ännu mer: på 1970-talet fick även utlänningar som arbetade som språklärare eller översättare i Kina (men inte utländska studenter, turister eller diplomater) tillgång till Referensnyheter.
I och med att dess läsekrets växte ändrades också det ursprungliga syftet bakom utgivningen av Referensnyheter. Dess roll som en exklusiv och i mesta möjliga mån neutral informationskälla till information om skeenden i utlandet för ledande beslutsfattare övertogs av en daglig (till formen påminde den om en tidskrift) tidning med namnet Referensmaterial. Samtidigt kom Referensnyheter att bli kärnan i en didaktisk s.k. bildningsprocess som skulle ge en bredare kinesisk läsekrets en mångfasetterad men framför allt "politiskt korrekt" bild av omvärlden. Om och när det uppdagades att dess rapportering skapade ”förvirring” bland läsarna, så föll det på kommunistpartiets lokala avdelningar att reda ut begreppen. Detta, visade det sig, kunde ofta bli till en delikat och svår uppgift.
Utanför Kina förblev Referensnyheter länge okänd, då den trots den stora och snabbt växande upplagan inte kunde köpas fritt. När ingenting stod att läsa i de kinesiska tidningar man kände till i väst om att Apollo 11 hade landat på månen (jfr The China Quarterly nr. 40 (1969), s. 181: ”Chinese official media made no mention of the landing on the moon of American astronauts…”) trodde man länge att denna historiska nyhet förblivit okänd i Kina. Faktum är, vet vi idag, att Referensnyheter den 16 juli 1969 hade publicerat en översättning av ett telegram från den amerikanska nyhetsbyrån UPI som i detalj beskrev tidtabellen för Apollo 11, inklusive det faktum att den ”förväntas landa på månen kl. 16.19 den 20 juli”.
När Referensnyheter firade sitt femtiofemårs-jubileum 1986 hade den en upplaga på 3,9 miljoner och trycktes dagligen i 26 olika städer i Kina. Året innan, den 2 januari 1985, hade reglerna som bestämde vem som fick prenumerera på den luckrats upp en sista gång (orden "Intern publikation" försvann exempelvis från förstasidan) och den blev nu öppet tillgänglig för alla kineser. På senare år har upplagan sjunkit något, samtidigt som antalet sidor/nummer har svällt.

## Referensnyheters bild av Sverige
Efter det att upplagan ökat i början på 1957 publicerades den första artikeln om Sverige i Referensnyheter den 17 juni samma år. Tidningen hade då fyra sidor och på sista sidan, under rubriken ”Sverige avser bygga oljefartyg som drivs med atomkraft”, fick kinesiska läsare veta att en talesman för de svenska Thore-Rederierna på en presskonferens i Lysekil avslöjat att man inom en snar framtid avsåg att bygga kärnkraftdrivna oljetransportfartyg på varvet i staden Uddevalla. Andra nyheter från Sverige under de sista åren på 1950-talet handlade bl.a. om valet 1958, Dan Waerns världsrekord på 1 000 meter samma år, en svensk handelsdelegations besök i Kina, tilltagande ungdomsbrottslighet i Skövde, Nikita Krustjovs besök i Skandinavien sommaren 1959 och den svenska uppfinningen ”den papperslösa cigaretten”!
Den officiella kinesiska bilden av den svenska pressen vid den här tiden var i hög grad påverkad av den sovjetiska. I en handbok för journalister och redaktörer utgiven i Beijing år 1959 beskrivs exempelvis Svenska Dagbladet som ”organ för det konservativa partiet vilket representerar extremhögern bland de stora godsägarna och storborgarna”. Stockholmstidningens skribenter sägs i samma handbok representera den ”svenska nationella bourgeoisiens ’neutralitetstänkande’.” I inomsvenska sammanhang påstås det att Dagens Nyheters rapporter ”med hjälp av lögner och förtal smutskasta de progressiva krafterna”, medan tidningen i internationella sammanhang sägs representera en proamerikansk linje och bl.a. förespråka att Sverige går med i NATO.
Nya Kinas bevakning av Sverige förstärktes den 17 augusti 1963, då nyhetsbyrån etablerade sitt första Nordenkontor i Stockholm. När Kulturrevolutionen inleddes, tre år senare, blev Referensnyheters rapportering om Sverige mer och mer uttalat politisk. Den 7 oktober 1966 löd en av rubrikerna på första sidan ”Kina enda land i världen som vågar genomföra stor kulturrevolution”: här kunde man läsa om hur ”progressiva vänner i Stockholm” prisade Maos politik. Men samtidigt skrevs det också om händelser som gemene man i Sverige nog betraktade som viktigare: i slutet på oktober löd en annan rubrik på fjärde och sista sidan ”Svenska lärare i historisk strejk”!
Den 28 juni 1967 rapporterade Referensnyheter Lennart Nilssons banbrytande titthålsfotografi och berättade bl.a. att han lyckats ta bilder inne i en levande människas hjärta. Den 1 maj 1968 berättade tidningen om att Skandinaviska Banken på sitt kontor i Stockholm installerat en ny maskin som för första gången gjorde det möjligt för bankens kunder att ta ut kontanter från sina konton utan att behöva vända sig till personalen eller gå till en kassa. Delar av den svenska s.k. 68-vänsterns framfart rapporterades den 22 maj 1968 under rubriken ”Även svenska studenter mobiliserar nu till attack mot det ruttna utbildningsväsendet”. Vid flera tillfällen under året återgav Referensnyheter långa, om än komprimerade, översättningar av manifest m.m. som publicerats i KFMLs organ Gnistan och Marxistiskt Forum.
Av okända skäl har mänsklig sexualitet blivit ett återkommande inslag i Referensnyheters rapportering om Sverige på senare år, vid sidan om anmälningar av SIPRI:s senaste årsbok, Nobelfestligheterna och annat förutsägbart. Så publicerade man den 29 maj 2008 exempelvis en illustrerad liten notis om objectùm-sexuella Eija-Riitta Berliner-Mauer i Liden som varit gift med en bit av Berlinmuren i 29 år. Artikeln var baserad på vad som stått att läsa om hennes fall i den engelska tidningen The Daily Telegraph två dagar tidigare, men innehöll n.b. inte följande citat av Fru Berlin-Mauer som trots allt borde ha intresserat kinesiska läsare: ”I find long, slim things with horizontal lines very sexy. The Great Wall of China's attractive, but he’s too thick - my husband is sexier”. Den 18 juni 2008 publicerade Referensnyheter i en artikel på sidan 7 det forskningsrön från Karolinska Institutet som två dagar tidigare i Dagens Nyheter rapporterats under rubriken ”Homosexuellas hjärnor annorlunda”. Källan man baserade sig på var dock inte DN utan den spanska nyhetsagenturen Agencia EFE.